# سوزانا سانتوس سيلفا
سوزانا سانتوس سيلفا (بالبرتغالية: Susana Santos Silva‏) هي بواقة برتغالية، ولدت في 3 يناير 1979 في بورتو في البرتغال.

## وصلات خارجية
- سوزانا سانتوس سيلفا على موقع ميوزك برينز (الإنجليزية)
- سوزانا سانتوس سيلفا على موقع أول ميوزيك (الإنجليزية)
- سوزانا سانتوس سيلفا على موقع ديسكوغز (الإنجليزية)